# ملدن (ماساچوست)
ملدن، ماساچوست
ملدن(به انگلیسی: Malden) شهری در شهرستان میدلسکس ایالت ماساچوست می‌باشد که در سال ۱۶۴۹ بنیان‌گذاری شده‌است. این شهر در سرشماری سال ۲۰۱۰ میلادی، ۵۹٬۴۵۰ نفر جمعیت داشته‌است.